# Adnyamathanha (språk)
Adnyamathanha är ett döende australiskt aboriginskt språk som tillhör de pama-nyunganska språken. Det är Adnyamathanhafolkets traditionella språk. Alternativa namn på språket är Wailpi, Wailbi, Waljbi, Wipie, Ad'n'amadana, Anjimatana, Anjiwatana, Archualda, Benbakanjamata, Binbarnja, Gadjnjamada, Jandali, Kanjimata, Keydnjmarda, Mardala, Nimalda, Nuralda, Unyamootha, Umbertana.
Språket hade omkring 20 talare 1990. År 1996 talades det av 130 personer.
Namnet för witchetty-larven i Australien har sitt ursprung i adnyamathanha.

## Fonologi

### Vokaler
|        | Mjuka | Hårda |
| ------ | ----- | ----- |
| Sluten | i iː  | u uː  |
| Öppen  | a aː  | a aː  |

### Konsonanter
| Klusil      | Tonlös      | p   | k | c | t̪ | t | ʈ   | (ʔ) |
| Klusil      | Tonande     |     |   |   |   |   | (ɖ) |     |
| Frikativa   | Tonande     | (v) |   |   |   |   |     |     |
| Nasal       | Nasal       | m   | ŋ | ɲ | n̪ | n | ɳ   |     |
| Lateral     | Lateral     |     |   | ʎ | l̪ | l | ɭ   |     |
| Flapp       | Flapp       |     |   |   |   | ɾ | ɽ   |     |
| Tremulant   | Tremulant   |     |   |   |   | r |     |     |
| Approximant | Approximant | w   | w | j |   |   | ɻ   |     |

[v] är möjligtvis allofon till /p/.

## Grammatik
Adnyamathanha har ett komplicerat system gällande personliga pronomen. Det finns 10 olika sätt att uttrycka 'du och jag' (första person dualis), beroende på förhållandet mellan talaren och mottagaren. 

### Fotnoter
1. 1 2 3  Ethnologue